# Prince of Persia : L'Âme du guerrier
Prince of Persia : L'Âme du guerrier (Prince of Persia: Warrior Within en version originale) est un jeu vidéo développé par Ubisoft et édité en décembre 2004 pour la Xbox, la PlayStation 2, le GameCube et Microsoft Windows. Il est la suite directe de Prince of Persia : Les Sables oubliés et le troisième volet de la trilogie des Sables du Temps (voir saga Prince of Persia), cependant, il est le deuxième Prince of Persia sorti de la trilogie.
Le jeu reprend 7 ans après Prince of Persia : Les Sables du Temps, avec de nombreuses nouveautés, notamment au niveau des phases de combat. Le Prince (qui n'a toujours pas de nom), a désormais la capacité de manier deux armes en même temps, de dérober celle de ses ennemis et de les lancer. L'Âme du Guerrier a une ambiance bien plus sombre et brutale que son prédécesseur, et sa difficulté a été revue à la hausse.
Le succès commercial des Sables du Temps ayant mis du temps à s'installer, Ubisoft a décidé de changer de style pour attirer un plus grand public. La violence et l'orientation plus adulte de L'Âme du Guerrier lui ont valu l'évaluation Mature, et le succès ne s'est pas fait attendre : 1,8 million d'exemplaires furent vendus en à peine deux semaines. Pieworks en fera une adaptation pour la PSP en décembre 2005, renommée Prince of Persia: Revelations (cette adaptation contient trois niveaux inédits). Avec le succès toujours plus fort de la série, un troisième volet verra le jour en novembre 2005 : Prince of Persia : Les Deux Royaumes, puis un quatrième le 11 décembre 2008 simplement nommé Prince of Persia, suivi en mai 2010 par Prince of Persia : Les Sables Oubliés.

## Synopsis
Sept années se sont écoulées depuis les évènements des Sables du Temps. Le Prince a été forcé de s'exiler pendant tout ce temps pour échapper au Dahaka, le Gardien de la Ligne de Temps, qui n'a de cesse de le pourchasser. Selon la prophétie de la Ligne du Temps, « quiconque libère les Sables doit mourir ». Par conséquent, la survie du Prince constitue une anomalie dans la Ligne du Temps, et le Dahaka doit y remédier en éliminant le Prince.
Grâce à son mentor (que l'on ne connaît que sous le nom de vieil homme), le Prince apprend l'existence de l'Île du temps, le lieu où furent créés les Sables. En utilisant les portails temporels encore actifs de l'Île, il serait en mesure de revenir à l'époque de l'Impératrice du Temps afin de l'assassiner, pour empêcher la création des Sables et les événements qui en découleraient. Bien que le vieil homme le mette en garde du fait que personne ne soit en mesure de changer son destin – et que même s'il le pouvait, le résultat ne serait pas meilleur – le Prince décide de se rendre sur l'Île.
Malheureusement, le navire est attaqué en route par un bâtiment ennemi, rempli de Monstres des Sables, dont le capitaine se trouve être une guerrière du nom de Shahdee. Le Prince, seul survivant, se réveille sur la plage de l'Île, au milieu des débris de son navire. Il rencontre à nouveau Shahdee, qu'il va poursuivre jusque dans le palais de l'Île. Celle-ci le guidera malgré lui dans un portail du Temps, installation qui connecte le présent au passé, et inversement. Ce portail emmènera le Prince dans le passé, peu avant la création des Sables, où il retrouvera alors Shahdee, en train de combattre une autre femme, nommée Kaileena. Le Prince va sauver Kaileena de justesse, en tuant Shahdee, et lui demandera de l'amener à l'Impératrice du Temps. Kaileena refuse dans un premier temps, en arguant du fait que l'Impératrice accorde peu d'importance au monde des hommes. Elle consent toutefois à lui donner l'épée du Serpent, une arme en mesure d'ouvrir un passage vers les deux Tours du palais . Elle lui apprend que l'Impératrice, à l'instar du Prince, a également vu son futur dans la Ligne du Temps.
Durant son périple dans les Tours, il rencontrera une créature à l'apparence humaine mais sombre, qu'il avait déjà rencontrée lors de son arrivée sur l'Île. Plus tard, il rencontre cette même créature devant la salle du trône, mais elle sera attrapée par le Dahaka à la place du Prince. Mystérieusement, le Dahaka s'enfuit sans s'en prendre au Prince. Ce dernier poursuit son chemin vers la salle du trône, où il découvre que Kaileena était en réalité l'Impératrice elle-même ! Un combat féroce se déroule alors entre les deux personnages, durant lequel le Prince apprend qu'elle avait essayé de le tuer à plusieurs reprises en le confrontant à Shahdee, en lui donnant une épée maudite et en l'envoyant aux tréfonds de la forteresse, dans l'espoir que les pièges et le Dahaka aient raison de lui. Elle avait planifié toutes ces épreuves dans le but d'échapper à son propre destin, dans lequel elle s'est vue mourir des mains du Prince. En vain, celui-ci parvient à la vaincre.
Le Prince, persuadé que tout est enfin terminé, cherche à rentrer à Babylone. Le Dahaka surgit alors, toujours résolu à l'éliminer. Une course-poursuite effrénée se déroule ensuite, qui amène le Prince dans une ancienne tombe, mais le Dahaka reste bloqué à l'extérieur par une porte métallique. Temporairement à l'abri, le Prince repense au combat qu'il a livré contre Kaileena, et s'aperçoit qu'il n'a pu empêcher les Sables d'être créés ; en tuant l'Impératrice, il a libéré les Sables contenus dans son corps. Il perd espoir, tandis que le Dahaka, à l'extérieur, martèle de ses poings une grille métallique.
Dans l'attente de sa mort proche, le Prince lit les inscriptions gravées sur les murs et apprend l'existence du Masque des Revenants, une relique qui permet à son porteur de voyager dans le Temps et de changer son destin, mais qui ne peut être retiré que lorsque le porteur a éliminé son « ancien soi ». Ces inscriptions ont été gravées par les soldats du Mahârâja, lorsque celui-ci est venu chercher le Sablier du Temps. Juste au moment où il comprend qu'il lui reste une dernière chance de changer son destin, le Dahaka pulvérise un mur et s'introduit dans la tombe. Le Prince parvient à s'échapper et traverse l'Île à la recherche du Masque. Il finit par l'atteindre et le place sur son visage, ce qui provoque immédiatement sa transformation en une créature spectrale, le Revenant des Sables ou Sandwraith. Il revient ensuite dans le passé, et comprend alors que la créature qui le suivait depuis son arrivée sur l'Île n'était personne d'autre que lui-même et qu'il lui faut à tout prix éviter la mort de la créature, sa propre mort en fait, s'il veut arriver à changer son destin.
Le Revenant doit maintenant retourner à la salle du trône. Il est retardé en chemin, et se retrouve devant la salle en même temps que son autre soi. Mais cette fois-ci, c'est son alter ego qui est attrapé par le Dahaka et qui meurt. Le Gardien s'en va de nouveau, et le Prince peut retirer maintenant son Masque des Revenants.
Le Prince conclut qu'il ne peut pas empêcher la création des Sables, mais qu'il peut envoyer Kaileena dans le présent et la tuer à cette époque. De cette manière, les Sables seront créés après que le Mahârâja aura normalement découvert le Sablier, ce qui par voie de conséquence empêchera tous les évènements relatifs au Sablier de se produire. Le Prince affronte à nouveau Kaileena et la force à prendre un portail Temporel, vers le présent et à cet instant du jeu, le scénario peut suivre deux voies selon les actions du joueur : la fin réelle et la fin alternative.
Les deux voies sont conditionnées par la découverte ou non de "L'Epée de l'Eau", une relique incroyablement puissante qui à la capacité de bloquer les pouvoirs de paralysie du Dahaka, et permet donc au Prince de l'affronter au corps à corps.
Sans l'épée d'Eau (fin alternative) : le Prince combat à nouveau Kaileena et la vainc à nouveau. Le Dahaka surgit, mais ignore le Prince et élimine le corps de Kaileena (avant que les Sables qu'il renferme ne s'échappent à nouveau). Le Dahaka se tourne ensuite vers le Prince, mais se contente de lui retirer le Médaillon du Temps. Ayant détruit les dernières traces des Sables du Temps, le Dahaka n'a plus de raison d'être et disparaît. Venant d'échapper à son destin, le Prince s'empare d'une embarcation et met le cap vers Babylone. Mais le royaume est aux proies des flammes...
Avec l'épée d'Eau (Pour la découvrir juste avant la salle du trône, le joueur doit avoir acquis les 9 améliorations de vie (fin canonique) : le Dahaka surgit et se lance vers Kaileena. Toutefois, le Prince découvre que le Dahaka présente un point faible, qu'il peut exploiter avec son épée d'Eau. Le Prince entame le combat contre le Dahaka et en sort victorieux. Ayant tous deux échappés à leurs destins, le Prince et Kaileena trouvent une embarcation et mettent le cap vers Babylone. Alors que le Prince et Kaileena s'embrassent dans une étreinte charnelle (euphémisme), le royaume est aux proies des flammes, on aperçoit brièvement Farah, la princesse indienne du volet précédent Les sables du temps, retenue captive dans la ville et un inconnu prend possession de la couronne royale...

## Personnages et voix
- Le Prince (VO : Robin Atkin Downes ; VQ : Patrice Dubois) : Le protagoniste du jeu, il est désespéré à se sauver de sa mort destinée et se rend sur l'Île du Temps pour empêcher sa fin aux mains du Dahaka.
- Le Dahaka (VO : Richard M. Dumont ; VQ : Stéphane Rivard) : Le gardien de la ligne du temps, le Dahaka cherche à tuer le Prince pour rétablir l'ordre perturbé par sa survie à la suite de la reprise des Sables du Temps.
- Kaileena (VO : Monica Bellucci ; VF : Aure Atika (Version PC) ; VQ : Valérie Gagné (Versions consoles)) : Un sous-produit de la création du temps par les dieux. L'Impératrice du Temps est la créatrice des Sables du Temps. Destinée également à mourir, elle complote pour tuer le Prince avant qu'il ne la puisse tuer.
- Shahdee (VO : Alicyn Packard ; VQ : Nadia Paradis) : La servante de l'Impératrice, elle essaie de tuer le Prince avant qu'il ne puisse arriver à l'Île du Temps.
- Le vieil homme (VO : Hubert Fielden ; VQ : Hubert Fielden) : Il veille sur le Prince depuis qu'il est enfant. Il est très sage et il en sait beaucoup sur les Sables du Temps et le lieu de leur création, l'Île du Temps. Le vieil homme nomme le Dahaka "la bête" lors du dialogue avec le Prince avant de se rendre sur l'Île du Temps. Cependant, il ne croyait pas que le Prince était capable de changer son sort.

## Système de jeu
Pour ce nouveau volet, Ubisoft a conçu un nouveau système de combat, dénommé « Free-Form Fighting » system. Celui-ci reprend les bases de l'ancien système (attaque à une épée, rebonds contre les murs, contre-attaque, saut au-dessus des ennemis), et en ajoute de nouvelles : combos d'attaque à deux armes, charge, saut de l'ange, lancer de l'arme secondaire et prise de l'ennemi. À noter que l'arme secondaire s'use au fur et à mesure que le Prince donne des coups avec.
Les combos d'attaque nécessitent de posséder deux armes. Le Prince peut réaliser des enchaînements dévastateurs, notamment lorsqu'il effectue une attaque circulaire. Il peut mettre son environnement à profit, par exemple en rebondissant contre un mur, en courant verticalement sur un mur pour réaliser un saut de l'ange ou en effectuant une attaque circulaire en tournant autour d'une colonne. Ensuite, le Prince peut réaliser des attaques acrobatiques avec ses ennemis (sauter sur leur tête pour les renverser, les projeter dans le vide ou s'en servir comme tremplin). Enfin, le Prince peut saisir un ennemi, et s'il est suffisamment faible, le mettre à mort de manière violente (décapitation, éviscération, strangulation ou empal).
Le Médaillon de Farah, que le Prince semble avoir conservé de l'aventure précédente, lui confère des pouvoirs temporels. Comme avec la Dague du Temps, il peut revenir six secondes en arrière (Rappel), ralentir le temps (Œil du Cyclone), générer des tempêtes de sable qui renversent voire tuent les adversaires qui l'encerclent (Brise/Souffle/Cyclone du Destin) et enfin, accélérer ses mouvements (Ravages du Temps). Chaque attaque consomme du Sable, qu'il doit récupérer des corps de ses ennemis. Il gagne des réservoirs de Sable et débloque les pouvoirs au fur et à mesure de sa progression dans le jeu. Enfin, la Forteresse est remplie de passages secrets où il peut gagner de la vie supplémentaire.
À un certain moment du jeu, le Prince peut découvrir le Masque des Revenants, une relique capable de transformer quiconque le porte en une créature à l'apparence spectrale. Cette créature perd de la vie en continu, mais sans toutefois atteindre zéro, ce qui évite que le joueur ne meure lors d'une longue phase de plates-formes (la santé peut être régénérée en buvant de l'eau). Ce malus est compensé par la nouvelle capacité du Médaillon à se recharger périodiquement en Sable. Les combos restent inchangés, mais le fait que les Sables se régénèrent en permanence incite le joueur à recourir plus souvent aux pouvoirs du Temps.

## Développement
En termes de level-design et de mécanique de jeu (pièges, puzzles, plates-formes), L'Âme du guerrier reste très similaire à Les Sables du temps. La volonté d'Ubisoft était de reprendre les points forts du premier opus, tout en introduisant des nouveautés pour conserver l'effet de surprise. Le joueur peut désormais voyager librement dans l'immense forteresse, et même remonter dans le temps de quelques siècles. Une attention particulière a été apportée au level-design, afin de perturber le joueur lors de la transition d'une époque à l'autre et de renforcer l'impact du voyage dans le temps.
La conception des cinématiques a été confiée à Félix Étienne Roque (réalisateur), qui s'est associé au dessinateur Hugues Martel pour illustrer le script. Les scènes ont été réalisées en live action par un groupe de comédiens. Un studio peu équipé a été loué pour l'occasion, et l'équipe n'avait droit qu'à deux jours de tournage, probablement pour des raisons budgétaires. Les deux jours de tournage ont produit 15 minutes de séquence vidéo, qui serviront de base pour le travail d'animation.
Les mouvements du Prince sont gérés par une palette de 1 200 animations. La voix du Prince n'est plus assurée par Yuri Lowenthal, mais par Robin Atkin Downes. L'Impératrice est doublée par Monica Bellucci.
Jordan Mechner, le créateur des premiers Prince of Persia, a travaillé sur Les Sables du temps, mais pas sur L'Âme du guerrier. Son absence dans l'équipe de production est une explication possible aux changements radicaux de l'orientation du jeu. Dans un article de Wired Magazine, il déclare ceci :
« Je n'apprécie pas les choix artistiques, ni la violence qui lui valut la catégorie M. L'histoire, les personnages, les dialogues, le doublage des personnages et le style visuel n'étaient pas de mon goût. »

## Musique
La musique hard rock a été composée par Stuart Chatwood, tandis qu'Inon Zur a composé la bande sonore des cinématiques. Le leitmotiv musical principal est I Stand Alone et Straight Out of Line de Godsmack.

## Accueil
|                  | PS2     | XB      | GC      | PC      | Mobile  |
| GameRankings     | 85,29 % | 83,85 % | 84,08 % | 80,88 % | 91,75 % |
| Metacritic       | 83 %    | 83 %    | 83 %    | 83 %    | -       |
| AN1UP.com        | A-      | B+      | B-      | B+      | -       |
| ANAllGame        | 3,5/5   | 3,5/5   | 3,5/5   | 3,5/5   | 3/5     |
| JAPFamitsu       | 34/40   | -       | -       | -       | -       |
| EURGamekult      | 8/10    | 8/10    | 8/10    | 8/10    | -       |
| ANGameSpot       | 8,8/10  | 8,7/10  | 8,8/10  | 8,6/10  | 9,2/10  |
| ANIGN            | 8,5/10  | 8,7/10  | 8,6/10  | 8,6/10  | 9,6/10  |
| EURJeuxvideo.com | 16/20   | 16/20   | 16/20   | 16/20   | -       |
| FRPC Jeux        | -       | -       | -       | 85 %    | -       |

Les critiques de L'Âme du guerrier furent positives dans leur ensemble, mais moins bonnes que celles reçues par Les Sables du temps. Le retour des phases d'aventure et de plates-formes sont un bon point, et le nouveau système de combat est loué de toutes parts,,, même s'il reste difficile à prendre en main au début. Les décors sont toujours autant appréciés, et la transition graphique entre les époques passé/présent est bien rendue.
Par contre, l'ambiance sonore hard-rock ne fait pas l'unanimité,,. Là où Les Sables du temps était acclamé pour son style oriental et épique, L'Âme du guerrier change radicalement en arborant un style néo-gothique, avec une ambiance froide et brutale. Le Prince, auparavant attachant et peu sûr de lui, est devenu un « dur », un antihéros (tatouages, attitude agressive, injures). La sur-sexualisation des personnages féminins est également en rupture avec le passé. Cette nouvelle orientation a du mal à se faire accepter,, Gamekult allant jusqu'à dire : « c'est tout un thème arabisant qui part en fumée, comme si on effaçait la moitié d'une identité ».
Qui plus est, le jeu affiche une difficulté mal dosée et des bugs récurrents sur toutes les plates-formes, exception faite pour le GameCube. Si le scénario est plus confus que dans le précédent volet, l'introduction du Dahaka et la transition passé/présent sont acclamés. Finalement, la critique reste assez réservée sur le changement d'orientation du jeu, mais approuve les innovations techniques qui ont été apportées, par rapport au précédent opus.

## Postérité
Une compilation de la trilogie des Sables du temps, c'est-à-dire : Les Sables du temps, L'Âme du guerrier et Les Deux Royaumes, est sortie le 18 novembre 2010 sur PlayStation 3 et s’intitule Prince of Persia Trilogy. Pour l’occasion, les graphismes sont en haute définition (720p), la 3D stéréoscopique est supportée et l’ensemble est mis sur un seul disque Blu-ray. Il sera aussi possible de télécharger individuellement chacun de ces épisodes sur le PlayStation Network : à partir du 18 novembre 2010 pour le premier, du 15 décembre 2010 pour le deuxième et du 22 décembre 2010 pour le troisième.